# Гоглідзе Сергій Арсентійович
Сергій Арсентійович Гоглідзе (1901, село Корта Рачинського повіту Кутаїської губернії, тепер Грузія — розстріляний 23 грудня 1953, Москва, тепер Російська Федерація) — один з керівників радянських органів державної безпеки, комісар державної безпеки 2-го рангу (26.11.1935), генерал-полковник (9.07.1945). Кандидат у члени ЦК ВКП(б) у 1939—1953 роках. Депутат Верховної Ради СРСР 1—3-го скликань.

## Життєпис
Народився в родині безземельного бідного селянина. Ще в дитячі роки батько відправив Сергія на виховання до свого брата в Ферганську область.
У 1911—1915 роках — учень комерційного училища в місті Коканді; в 1915—1917 роках — учень комерційного училища в місті Ташкенті, закінчив шість класів. Заробляв на життя приватними уроками.
У 1917 році служив у 1-му Сибірському полку російської армії, брав участь у сутичках проти військ підпорядкованих командувачу Туркестанського військового округу від Тимчасового уряду генералу Павлу Коровиченку.
З січня 1918 по травень 1919 року — рядовий червоногвардійського загону імені Колузаєва на Ашхабадському і Оренбурзькому фронтах. З травня по жовтень 1919 року — рядовий Комуністичного полку в місті Ташкенті. З жовтня 1919 по 1920 рік — діловод, помічник коменданта, інспектор революційного трибуналу Туркестанського фронту.
Член РКП(б) з листопада 1919 року.
У 1920 році закінчив вечірню середню школу в Ташкенті.
У 1920 — червні 1921 року — співробітник Політичного управління Червоної армії Туркестанського фронту.
З червня по жовтень 1921 року — начальник політичного секретаріату військ Всеросійської надзвичайної комісії (ВЧК) Туркестану.
У листопаді 1921 — червні 1922 року — військовий комісар 37-ї бригади ВЧК в Киргизькому краї. Одночасно до червня 1922 року — військовий комісар військ ВЧК із охорони китайського кордону.
У червні 1922 — березні 1923 року — інструктор-організатор штабу військ ДПУ в Москві. Одночасно з 1922 по березень 1923 року — уповноважений ДПУ щодо зміцнення охорони західного кордону в Українській СРР.
У березні 1923 — 1926 року — інспектор із організаційної роботи політичної інспекції частин прикордонної охорони Закавказької ЧК—ДПУ.
У 1926 — 1 грудня 1927 року — інспектор політичної частини УПО (Управління прикордонної охорони) і військ ДПУ Повноважного представництва ОДПУ по Закавказькій СФРР.
1 грудня 1927 — жовтень 1928 року — начальник організаційного відділення політичного відділу УПО і військ ДПУ ПП ОДПУ по ЗСФРР.
З жовтня 1928 по 1929 рік — слухач Курсів удосконалення вищого командного складу при Військовій академії РСЧА імені М. В. Фрунзе.
У 1929 — 1 червня 1930 року — начальник організаційного відділення політичного відділу УПО і військ ДПУ ПП ОДПУ по ЗСФРР.
1 червня 1930 — 1 червня 1933 року — начальник політичного відділу — помічник і заступник начальника УПО і військ ДПУ ПП ОДПУ по ЗСФРР із політичної частини.
1 червня 1933 — 10 липня 1934 року — начальника УПО (Управління прикордонної охорони) і військ ДПУ ПП ОДПУ по Закавказькій СФРР. З 13 липня по 11 листопада 1934 року — начальник УПВО (Управління прикордонної і внутрішньої охорони) НКВС ЗСФРР і УНКВС Грузинської РСР. Робота з охорони кордону включала припинення спроб населення покинути радянську Грузію, припинення спроб проникнення з турецької території антирадянських повстанських груп і турецьких розвідників, боротьбу з контрабандою.
11 листопада 1934 — 1 січня 1937 року — народний комісар внутрішніх справ Закавказької СФРР — начальник УНКВС Грузинської РСР.
1 січня 1937 — 14 листопада 1938 року — народний комісар внутрішніх справ Грузинської РСР.
14 листопада 1938 — 26 лютого 1941 року — начальник УНКВС Ленінградської області.
З квітня по 31 липня 1941 року — уповноважений Ради народних комісарів (РНК) СРСР у Молдавській РСР.
31 липня 1941 — 7 травня 1943 року — начальник УНКВС Хабаровського краю — уповноважений НКВС СРСР по Далекому Сходу.
7 травня 1943 — 3 січня 1951 року — начальник УНКДБ—УМДБ Хабаровського краю — уповноважений НКДБ—МДБ СРСР по Далекому Сходу.
31 грудня 1950 — 10 листопада 1951 року — член колегії МДБ СРСР.
3 січня 1951 — 13 листопада 1951 року — начальник Головного управління охорони МДБ СРСР залізничного та водного транспорту.
Одночасно 26 серпня — 10 листопада 1951 року — 1-й заступник міністра державної безпеки СРСР.
13 листопада 1951 — 15 лютого 1952 року — міністр державної безпеки Узбецької РСР.
13 лютого — 20 листопада 1952 року — заступник міністра державної безпеки СРСР, 20 листопада 1952 — 5 березня 1953 року — 1-й заступник міністра державної безпеки СРСР.
Одночасно 13 лютого 1952 — 5 березня 1953 року — член колегії МДБ СРСР. 19 лютого 1952 — 5 березня 1953 року — начальник 3-го головного управління МДБ СРСР.
11 березня — 29 червня 1953 року — член колегії МВС СРСР. 12 березня — 29 червня 1953 року — начальник 3-го управління МВС СРСР.
Заарештований 3 липня 1953 року. 23 грудня 1953 року засуджений Спеціальною судовою присутністю Верховного суду СРСР до смертної кари. Розстріляний. Не реабілітований

## В фільмах
«Рубіновий генацвале» (в циклі «Легенди карного розшуку»).

## Звання
- комісар державної безпеки 2-го рангу (26.11.1935)
- генерал-полковник (9.07.1945)

## Нагороди
- два ордени Леніна (22.07.1937, 21.02.1945)
- чотири ордени Червоного Прапора (14.02.1936, 26.04.1940, 3.11.1944, 194*)
- Орден Кутузова II ст. (8.03.1944)
- Орден Червоної Зірки (20.09.1943)
- Орден Трудового Червоного Прапора (30.10.1942)
- Орден Трудового Червоного Прапора Закавказької СФРР (7.03.1932)
- Медаль «XX років Робітничо-Селянській Червоній Армії»
- три медалі
- Нагрудний знак «Почесний співробітник ВНК-ОДПУ» (1932)

Відповідно до вироку суду позбавлений всіх державних нагород та військового звання.